# Восточный округ (Белгород)
Восто́чный о́круг — административная единица города Белгорода. До 1993 года — Свердловский район.

## География
Восточный округ Белгорода включает 210 улиц, переулков и проспектов, 325 предприятий промышленности, строительства и транспорта, 69 образовательных учреждений.

## Население
| 2002    | 2009     | 2010     | 2021     |
| ------- | -------- | -------- | -------- |
| 138 536 | ↗149 956 | ↘141 844 | ↘130 246 |

## История
В 1973 году в городе было образовано два района, в том числе Свердловский, переименованный в 1993 году в Восточный округ.

## Экономика

### Энергетика
В восточном округе имеются тепловые станции, обеспечивающие электрической энергией и теплом промышленные предприятия и население города, входящие в состав ОАО «Квадра».

### Торговля
На территории округа находятся крупные торговые комплексы, универмаги и гипермаркеты.
- Универмаг «Маяк»
- Торгово-офисный центр «Вокзальный»
- ТЦ «Аэробус»

В восточном округе действуют такие торговые сети как «Пятёрочка», «Магнит», «Эльдорадо». Открыты гипермаркеты , «Лента», ТРЦ «РИО», ТЦ «Аэробус» и др. На территории округа имеется 1 ресторан «Вкусно - и точка».